# كوميتا برنو
كوميتا برنو (بالتشيكية: HC Kometa Brno)‏ هو نادي هوكي الجليد تشيكي تأسس في 1953 ، يقع مقره الرئيسي في برنو، ويديريه Libor Zábranský (ice hockey, born 1973) ‏.

## وصلات خارجية
- الموقع الرسمي